# Рой, Абрахам
Абрахам или Абрам Рой (пол. Abraham Rój или пол. Abram Rój; 8 января 1916 года Збиево или Збиевек, Царство Польское — 9 июня 1975 года, Уэст-Хартфорд, США) — польский портной еврейского происхождения. Первый беглец из лагеря смерти Хелмно.

## Биография
Сын Ицека Майера и Суры Рафалович, у него было два брата и пять сестёр. В 1917 году семья жила в деревне Цеплины, с 1927 года — в Избице Куявской, на улице Костельной. В детстве посещал хедер и начальную школу в Избице Куявской. В декабре 1929 года поступил в ученики к портному, вскоре стал работать портным.
В августе 1938 года был мобилизован в армию, в марте 1939-го зачислен в состав 69-го пехотного полка. Во время Сентябрьской кампании сражался в Битве на Бзуре, после попал в плен к немцам. Содержался в лагере для военнопленных Шталаг XI А. В марте 1940 года был освобождён, вернулся в Избицу Куявскую, где снова работал портным.
9 января 1942 года его вместе с группой мужчин-евреев депортировали из гетто в Избице Куявской и отправили в лагерь смерти Хелмно, где зачислили в состав зондеркоманды, хоронившей в Жуховском лесу отравленных газом. В ночь на 16 января 1942 года выбрался через подвальное окно замка в Хелмно и убежал в лес, став таким образом первым узником, которому удалось сбежать из лагеря. В качестве наказания за побег Роя нацисты расстреляли шестнадцать произвольно отобранных заключённых.
Рою некоторое время удавалось скрываться, переезжая с места на место, известно, что он жил в Коло, Грабуве, Кросневице и Колюшках. Однако вскоре, находясь в Вежбнике близ Стараховице, Рой попал в принудительный трудовой лагерь для евреев, принадлежавший концерну HASAG, где проработал более двух лет. Находясь в лагере, переболел тифом.
30 июля 1944 года его отправили в Аушвиц-Биркенау с группой еврейских заключённых. Совершил успешный побег во время «марша смерти» в январе 1945 года, во время эвакуации лагеря. Несколько дней скрывался в сельской местности, в крестьянском сарае, где его нашли солдаты наступавшей Красной Армии. Он был сильно истощён, и красноармейцы приказали крестьянам позаботиться о беглеце, забрав его через пару недель.
После войны вернулся в Избицу Куявскую (зарегистрировался в городской канцелярии 3 июля 1945 года). Там он встретил Таубу Рухлу Пакин, урождённую Фрайлих (род. 2 января 1919 года в Избице Куявской), выжившую в Лодзинском гетто, с которой у него завязались романтические отношения. Однако, кроме неё, на родине его уже ничего не держало: все его родные были убиты в Хелмно. Кроме того, в районе Избицы Куявской действовал вооружённый отряд антикоммунистического подполья под командованием Ежи Гадзиновского. После того, как бойцы этого отряда убили одного из друзей Роя, он принял решение покинуть страну. В августе 1945 года он и Тауба выехали из Польши по фальшивым документам, отправившись в Берлин, где 26 октября 1945 года поженились.
Около шести лет Абрахам Рой был партнёром одного из берлинских казино, после чего эмигрировал в США, прибыв в Нью-Йорк 11 июля 1951 года.
Жил в Хартфорде, где стал работать портным, открыл ателье по пошиву одежды и прачечную. Также дебютировал там как поэт и художник. В 1955 году у Абрахама и Таубы родилась дочь Сара.
В 1964 году переехал в пригород Уэст-Хартфорд, где и умер 9 июня 1975 года в результате сердечного приступа.

## Память

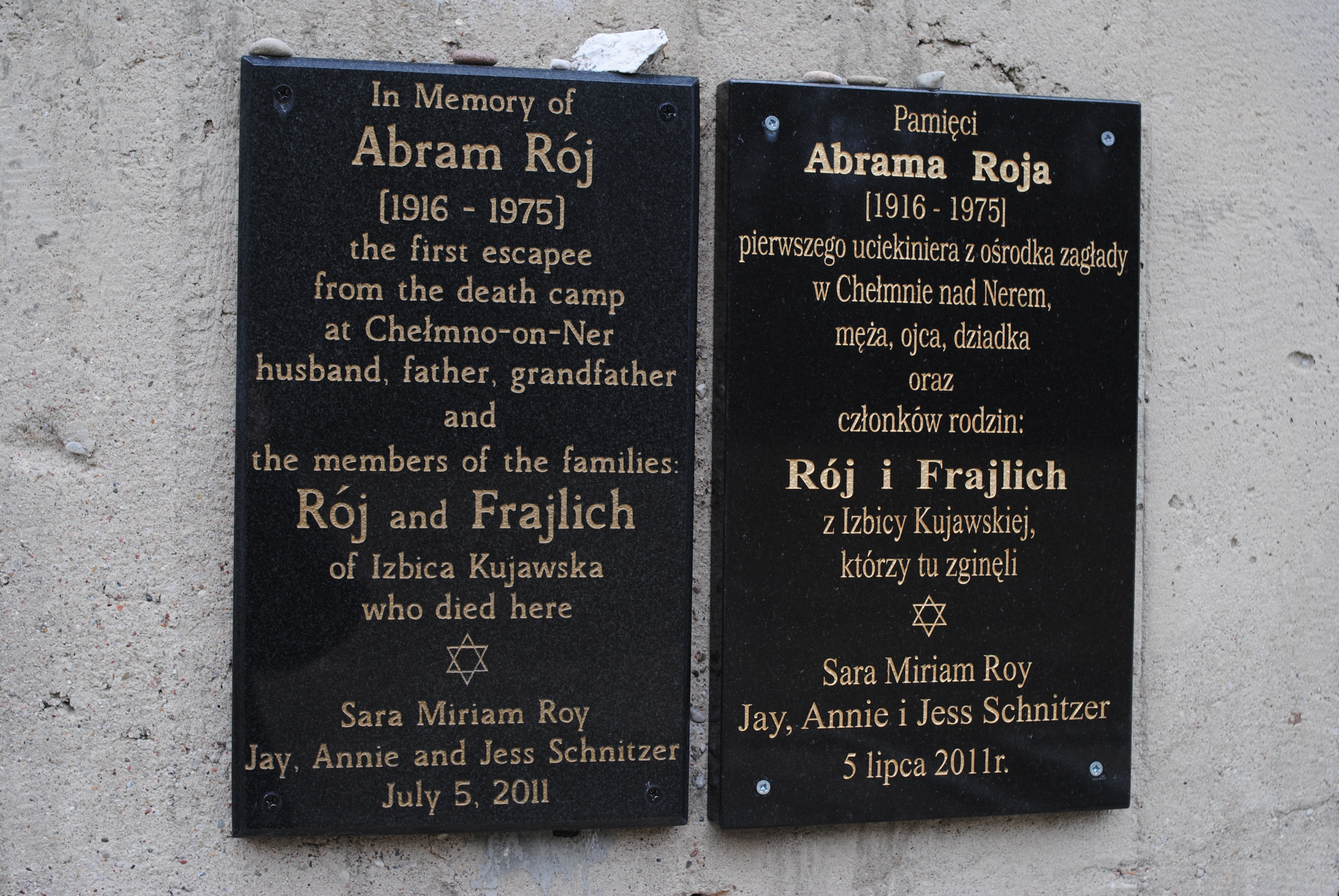
Мемориальная доска в Жуховском лесу

5 июля 2011 года посвящённая ему мемориальная доска была установлена в Жуховском лесу неподалёку от Хелмно.